# 1838 Peter Augustus Jay House
Het 1838 Peter Augustus Jay House and Jay Property is een gebouw met bijhorend gebied van 93.000 m² gelegen in het Boston Post Road Historic District. Het huis is gelegen in de plaats Rye (New York) aan de Boston Post Road en sinds 1993 een National Historic Landmark.
John Jay, een van de Founding Fathers groeide in het huis op.